# 大河内一男
大河内一男（1905年1月29日—1984年8月9日）是一位日本经济学家，专攻社会政策。

## 生平
1905年出生于日本东京府。毕业于东京大学经济学部，师从日本经济学家河合荣治郎。1946年4月担任專修大學经济学部长，1947年12月升任校长。1949年3月辞职。之后担任东京大学教授。1951年7月凭借论文《独逸社会政策思想史》获得东京大学博士学位。1962年担任東京大学校长，在任中发生东京大学事件。1968年11月1日全体部长辞职。由法学部教授加藤一郎担任代理校长。1962年至1964年担任社会政策学会代表干事。1980年担任社会経済国民会议议长。。
1984年8月9日去世，追赠正三位、赐银杯一组。

## 荣誉
1981年4月29日获得勳一等瑞寶章。